# Eric Williams (football américain, 1960)
Pour les articles homonymes, voir Eric Williams et Williams.
(en) Statistiques sur pro-football-reference
Eric Thomas Williams, né le 21 février 1960 à Raleigh aux États-Unis, est un joueur de football américain qui a joué dans la National Football League de 1983 à 1987.